# Quema de Colón
La Quema de Colón, o Incendio de Colón, fue un acontecimiento importante de la Guerra Civil colombiana de 1885. Los rebeldes panameños leales a Pedro Prestán destruyeron la ciudad incendiándola antes de retirarse de una batalla con las tropas del gobierno de Colombia. El episodio también incluyó un desembarco de marineros e infantes de marina de la Armada de los Estados Unidos.

## Antecedentes
Varios estados acusaron al gobierno de Rafael Núñez de interferir en asuntos internos de los estados. Al final los estados de Santander, Tolima y Cauca se alzaron en armas contra el gobierno federal desatando así una guerra civil que se extendió por toda Colombia.
En el estado de Panamá, el entonces presidente del estado, general Ramón Santodomingo Vila, ordenó el reclutamiento y envió tropas hacia la costa atlántica, Santodomingo incluso partió á la defensa de Cartagena, plaza amenazada por las fuerzas del General Gaitán,Santodomingo antes de partir dejó como encargado de Panamá á Pablo Arosemena. En la madrugada del 16 de marzo un movimiento revolucionario encabezado por Rafael Aizpuru acompañado de un grupo de 250 hombres del barrio de Santa Ana, se organizó para protestar en contra del gobierno de Arosemena, quien renunciaría más tarde nombrando como reemplazo a Carlos A. Gónima.

## Incendio
El 16 de marzo o alrededor de esa fecha, el líder rebelde Pedro Prestán toma Colón tiempo después este encarga armamento a los Estados Unidos, el cual llegó á aquel puerto el 30 de Marzo y cuya entrega le negó el Agente de la Compañía de vapores Capitán John M. Dow cumpliendo órdenes trasmitidas por el General Gonima, Jefe del Estado. Prestán como represalia toma preso á varios empleados de la empresa, al Cónsul de los Estados Unidos y á dos oficiales del buque de guerra americano USS Galena. El General Carlos A. Gónima conoció la situación de Prestán en Colón, despachó en la noche del mismo 30 de Marzo en tren expreso una fuerza de 160 hombres al mando del Coronel Ramón Ulloa y del Comandante Santiago Brun, tiempo después las en la mañana del 31 de marzo las fuerzas del gobierno atacan Colón, los revolucionarios liberales hicieron una desesperada pero inútil resistencia que duro ocho horas que duró el combate. A las cuatro de la tarde estaba consumada la derrota de los revolucionarios, con la cual coincidió la aparición de un incendio que duró hasta la tarde del siguiente día, destruyendo la ciudad, de la que sólo se salvaron 7 casas.
Aprovechando Rafael Aizpuru el estado indefenso en que había quedado la capital después del envío de úna parte de las fuerzas sobre Colón, Aizpuru y sus hombres se adueñaron en la estación del ferrocarril de un armamento destinado á Centro América. Así armado atacó el cuartel de las Monjas en Ciudad de Panamá, defendido por 60 veteranos y algunos particulares, los que al cabo de un largo tiroteo sostenido por los atacantes desde las calles y casas de la vecindad, capitularon á las tres de la tarde. Aizpuru asumió el título también de Jefe Civil Militar del Estado de Panamá. Posteriormente el 8 de abril desembarcarían en Colon por medio del USS Shenandoah fuerzas de la infantería de marina de los Estados Unidos con el pretexto de dar protección a las vidas y propiedades nacionales de las ciudades de Panamá y Colón.

## Consecuencias

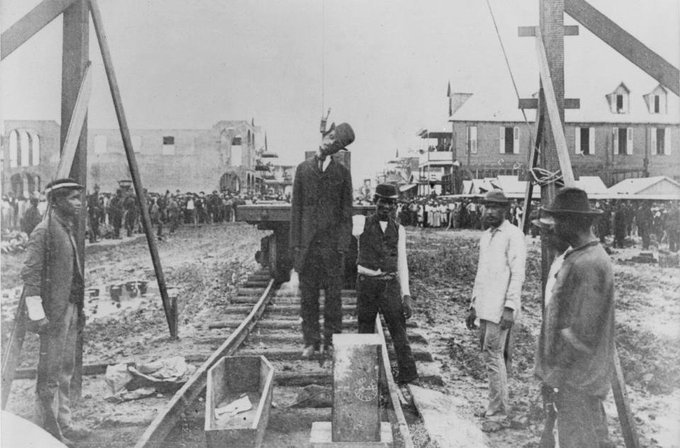
Prestán luego de ser ejecutado con la horca en la ciudad de Colón (18 de agosto de 1885).

El 29 de abril Aizpuru se rindió ante los cuando se rindió ante los estadounidenses que imposibilito la defensa de Panamá ante la expedición del gobierno colombiano, la expedición fue comandada por Miguel Montoya y Rafael Reyes restableciendo el orden en Panamá, posteriormente Pedro Prestán fue declarado culpable del incendio en Colón y ejecutando el 18 de agosto de 1885. 